# Leszek Kamiński
Leszek „S4” Kamiński – realizator dźwięku i producent muzyczny.
Urodził się w Olsztynie, gdzie skończył szkołę muzyczną I i II stopnia w klasie organów u profesora Wiktora Włudyki. Zaliczył rok geodezji w ówczesnej ART w Olsztynie, następnie dostał się na reżyserię dźwięku do Akademii Muzycznej w Warszawie.
Od 1987 współpracuje z Polskim Radiem i Studiem S4/6 w Warszawie.
14-krotnie nominowany do nagrody Fryderyki. Za nagrania zrealizowane w studiach Polskiego Radia w latach 1994–2001 otrzymał 6-krotnie nagrodę Fryderyk w kategorii produkcja muzyczna roku. Swojego siódmego Fryderyka otrzymał w 2008 razem z Marcinem Macukiem i Wojciechem Łopaciukiem za nagranie albumu MTV Unplugged Kasi Nosowskiej i zespołu Hey.
Był mężem Edyty Bartosiewicz.

## Dyskografia
| Tytuł                                                    | Rok  | Uwagi                                                            |
| -------------------------------------------------------- | ---- | ---------------------------------------------------------------- |
| Monika Borys – Ściana i groch                            | 1990 | produkcja muzyczna                                               |
| Wilki – Wilki                                            | 1992 | realizacja nagrań, produkcja muzyczna                            |
| Obywatel G.C. – Obywatel świata                          | 1992 | instrumenty klawiszowe                                           |
| Wilki – Przedmieścia                                     | 1993 | realizacja nagrań                                                |
| Varius Manx – The New Shape                              | 1993 | realizacja nagrań                                                |
| Obywatel G.C. – Selekcja                                 | 1993 | realizacja nagrań                                                |
| Hey – Ho!                                                | 1994 | realizacja nagrań                                                |
| Edyta Bartosiewicz – Sen                                 | 1994 | realizacja nagrań, mastering                                     |
| Wilki – Acousticus Rockus                                | 1994 | realizacja nagrań                                                |
| Hey – Live!                                              | 1994 | realizacja nagrań, miksowanie                                    |
| Hey – ?                                                  | 1995 | produkcja muzyczna, realizacja nagrań, mastering                 |
| Varius Manx – Elf                                        | 1995 | realizacja nagrań                                                |
| Edyta Bartosiewicz – Szok’n’Show                         | 1995 | realizacja nagrań, mastering                                     |
| Edyta Bartosiewicz – Dziecko                             | 1997 | mastering                                                        |
| Malarze i Żołnierze – Po prostu pastelowe                | 1997 | instrumenty klawiszowe, realizacja, miksowanie                   |
| Edyta Bartosiewicz – Wodospady                           | 1998 | miksowanie, realizacja nagrań                                    |
| Indios Bravos – Part One                                 | 1999 | instrumenty klawiszowe, mastering, realizacja nagrań             |
| Edyta Bartosiewicz – Dziś są moje urodziny – The Best Of | 1999 | realizacja nagrań                                                |
| O.N.A. – Mrok                                            | 2001 | realizacja, miksowanie, mastering                                |
| Ira – Tu i teraz                                         | 2002 | realizacja, miksowanie                                           |
| Hey – Music Music                                        | 2003 | miksowanie, realizacja nagrań, mastering, instrumenty klawiszowe |
| Stilo – Idą czasy                                        | 2003 | realizacja nagrań, miksowanie, mastering, produkcja              |
| Marcin Rozynek – Księga urodzaju                         | 2003 | miksowanie, mastering                                            |
| Swoją Drogą – Art.pl                                     | 2003 | realizacja nagrań, miksowanie, mastering                         |
| Ira – Live 15-lecie                                      | 2004 | miksowanie, mastering dźwięku                                    |
| Lady Pank - Teraz                                        | 2004 | realizacja nagrań, miksowanie, mastering, produkcja              |
| Bończyk / Krzywański – Depresjoniści                     | 2005 | instrumenty klawiszowe                                           |
| Stilo – Szukaj!                                          | 2005 | realizacja nagrań, miksowanie, mastering, produkcja              |
| Swoją Drogą – Polish Rock&Roll Driving                   | 2005 | realizacja nagrań, miksowanie, mastering                         |
| Robert Chojnacki – Saxophonic                            | 2006 | realizacja nagrań, miksowanie, mastering                         |
| Voo Voo – 21                                             | 2006 | mastering                                                        |
| T.Love – I Hate Rock’n’Roll                              | 2006 | produkcja muzyczna                                               |
| Happysad – Nieprzygoda                                   | 2007 | realizacja nagrań, miksowanie, mastering                         |
| Voo Voo – Tischner                                       | 2007 | mastering                                                        |
| Happysad – Na żywo w Studio (DVD)                        | 2008 | miksowanie, mastering                                            |
| Happysad – Na żywo w Studio (2xCD)                       | 2009 | miksowanie, mastering                                            |
| Karimski Club – Herbert                                  | 2009 | mastering                                                        |
| Happysad – Mów mi dobrze                                 | 2009 | realizacja nagrań, miksowanie, mastering                         |
| Edyta Bartosiewicz – Renovatio                           | 2013 | realizacja nagrań, produkcja                                     |
| Letters From Silence – No Plain Shortcuts                | 2011 | realizacja dźwięku, miksowanie, mastering                        |
| Kuba Płucisz i Goście – Tu jest mój dom                  | 2016 | realizacja nagrań, miksowanie, mastering                         |
| On Stuff – Niewrażliwość                                 | 2017 | realizacja nagrań, produkcja muzyczna, miksowanie, mastering     |

| Tytuł   | Rok  | Uwagi                                                |
| ------- | ---- | ---------------------------------------------------- |
| „Drogi” | 2012 | film dokumentalny, reżyseria: Małgorzata Ruszkiewicz |

## Nagrody i wyróżnienia
| Rok  | Kategoria               | Tytułem                                                                                                   | Nagroda  | Uwagi     | Źródło |
| ---- | ----------------------- | --- | -------- | --------- | ------ |
| 1994 | Najlepszy producent     | Leszek Kamiński                                                                                           | Fryderyk | Laur      | [ 21 ] |
| 1995 | Najlepszy producent     | Leszek Kamiński                                                                                           | Fryderyk | Laur      | [ 22 ] |
| 1996 | Najlepszy producent     | Leszek Kamiński                                                                                           | Fryderyk | Nominacja | [ 23 ] |
| 1997 | Realizator dźwięku roku | Leszek Kamiński                                                                                           | Fryderyk | Laur      | [ 24 ] |
| 1997 | Producent muzyczny roku | Leszek Kamiński                                                                                           | Fryderyk | Nominacja | [ 24 ] |
| 1998 | Realizator dźwięku roku | Leszek Kamiński                                                                                           | Fryderyk | Nominacja | [ 25 ] |
| 1999 | Realizator dźwięku roku | Leszek Kamiński                                                                                           | Fryderyk | Laur      | [ 26 ] |
| 2000 | Realizator dźwięku roku | Leszek Kamiński                                                                                           | Fryderyk | Laur      | [ 27 ] |
| 2001 | Realizator dźwięku roku | Leszek Kamiński                                                                                           | Fryderyk | Laur      | [ 28 ] |
| 2001 | Producent muzyczny roku | Leszek Kamiński                                                                                           | Fryderyk | Nominacja | [ 28 ] |
| 2003 | Producent muzyczny roku | Marcin Rozynek – Księga urodzaju Leszek Biolik, Marcin Gajko i Leszek Kamiński                            | Fryderyk | Nominacja | [ 29 ] |
| 2003 | Producent muzyczny roku | Hey – Muka! Paweł Krawczyk i Leszek Kamiński                                                              | Fryderyk | Nominacja | [ 29 ] |
| 2003 | Producent muzyczny roku | Kayah – Testosteron Krzysztof Pszona, Kayah i Leszek Kamiński                                             | Fryderyk | Nominacja | [ 29 ] |
| 2008 | Produkcja Muzyczna Roku | Hey – MTV Unplugged Marcin Macuk (produkcja muzyczna) oraz Leszek Kamiński i Wojtek Łopaciuk (realizacja) | Fryderyk | Laur      | [ 30 ] |